# Viola preywischiana
Viola preywischiana är en violväxtart som beskrevs av J.D. Nauenburg. Viola preywischiana ingår i släktet violer, och familjen violväxter. Inga underarter finns listade i Catalogue of Life.